# Aliocha Itovich
Aliocha Itovich est un acteur, metteur en scène, scénariste et réalisateur français.

## Biographie
S’il a baigné dans le milieu de la danse (son oncle est le célèbre danseur du Boléro de Ravel, Jorge Donn), c’est le théâtre qui attire Aliocha Itovich depuis sa petite enfance. Il intègre ainsi à 10 ans la troupe Les Espiègles, une compagnie créée par Daniel Lacroix . Il consacre tout son temps libre au théâtre et fait ses premières armes au festival d’Avignon, où il jouera avec la compagnie plusieurs étés de suite.
La scène ne le quittera plus et il joue à tour de rôle de Ferdinando au Théâtre du rond-point, au côté d'Adriana Asti et Vittoria Scognamiglio, dans Le Cid mis en scène par Thomas Le Douarec au Comédia, Les Fourberies de Scapin au Théâtre du Gymnase, Tapage en coulisse de Michael Frayn mis en scène par Didier Caron. Aliocha Itovich a joué dans La peur de Stefan Zweig, succès pendant 5 années notamment à Avignon et au Théâtre Michel jusqu’en 2019.
En 2018, il joue dans la comédie musicale The Bodyguard au Palais des sports.
Il a également été à l’affiche du Tour du monde en 80 jours mis en scène par Sébastien Azzopardi au Théâtre des Mathurins, dans Le gros diamant du prince Ludwig qui a reçu le Molière de la pièce comique 2018. En 2022, il a partagé la scène avec Michèle Garcia et Isabelle Tanakil dans Vive le marié et enfin dans Duos sur canapé au côté de Bernard Menez et Michel Guidoni.
À la télévision, on le retrouve dans de nombreuses séries dont Police district d’Olivier Marchal, Dr sylvestre, Une femme d’honneur, R.I.S, Section de recherches, Clem, Tandem » ou encore Paris etc. de Zabou Breitman . Il joue également dans l’unitaire Les disparus de Valenciennes au côté de  Stéphane Freiss et Virginie Lemoine. Il devient peu à peu un habitué des séries TV et on le retrouve entre autres dans la série à succès Balthazar, où il joue Antoine, le mari d’Hélène de Fougerolles pendant 3 saisons, Plus Belle la vie ou encore Astrid et Raphaëlle avec Sara Mortensen et Lola Dewaere, où il incarne toujours le père d’Astrid.
Parallèlement, il joue dans de nombreux courts métrages dont L’attaque du monstre géant suceur de cerveaux de l'espace, Mars IV, pour Canal Plus, En proie pour France 2 et Oh merde !, dont il est également le réalisateur et qui sera sélectionné dans de nombreux festivals.
Philippe Lioret lui ouvre les portes du cinéma en 2016, lui donnant le rôle de Nicolas dans son film Le fils de Jean. Il réitère sous la direction de Daniel Cohen dans Le Bonheur des uns... au côté de Bérénice Bejo et Vincent Cassel.
Côté vie privée, il a épousé en 2018 l'actrice Julia Dorval.
Formation au cours Jean Darmel et Studio Pygmalion.

## Théâtre

### Acteur
- 1981-1989 : Les Espiègles Créations multiples de Daniel Lacroix[9]
- 1996 : Caméléon, mise en scène Ursula Mikos
- 1997 : Feu la mère de madame, mise en scène Hélène Laurca, tournée
- 1997-1998 : Cabaret pauvre, mise en scène Lionel Guillaume, Festival d'Avignon, tournée
- 1997 : Les femmes savantes, mise en scène Hélène Laurca, tournée
- 1998 : Le malade imaginaire, mise en scène Eric Chatonnier
- 2000 : Ferdinando, mise en scène Marcello Scuderi, Théâtre du Rond Point
- 2001 : Délirium très must, mise en scène Corinne Boijols, en tournée
- 2001 : Zoom, mise en scène Corinne Boijols, Vingtième théâtre
- 2003 : Foire d'empoigne, mise en scène Corinne Boijols, Lucernaire
- 2004 : Le dindon, mise en scène Odile Mallet et Geneviève Brunet, Théâtre du Nord-Ouest
- 2004 : Combat médiéval, mise en scène Lionel Fernadez, tournée
- 2004 : No comment, mise en scène Jackà Maré Spino, tournée
- 2004 : L'imbécile, mise en scène Lionel Fernadez, Théâtre du Nord-Ouest
- 2004 : Les Monologues, mise en scène Lionel Fernadez, Gaîté Montparnasse[21]
- 2004-2005 : Le Petit Prince, mise en scène Patrick Bricard, Théâtre du Gymnase
- 2004 : Angèle, mise en scène Gilles Gleizes, tournée
- 2004 : Yaourt Story, mise en scène Caroline Raux, Théâtre des Blancs Manteaux
- 2005 : La Tour Eiffel qui tue, mise en scène Philippe Carle-Empereur, Théâtre du Renard
- 2006 : Les trois mousquetaires, mise en scène Laurent Tixier, Festival de Luçon
- 2006 : Les Fourberies de Scapin, mise en scène Patrick Bricard, Théâtre du Gymnase
- 2006-2007 : Isabel...au bois dormant, mise en scène Camille Simon, Théâtre Marigny
- 2006 : Reflets, mise en scène Odile Mallet et Geneviève Brunet, Théâtre de Nesle
- 2007 : La Planète des femmes, mise en scène Corinne Boijols, Théâtre du Temple
- 2008 : Richelieu, l'ultime combat, mise en scène Bruno Celier, Festival de Luçon
- 2009 : Le Cid, mise en scène Thomas le Douarec, Le Comédia, tournée
- 2009 : Dites moi que je rêve, mise en scène Corinne Boijols, Théâtre de L'européen, tournée
- 2011 : Un monde merveilleux, mise en scène Stéphane Boutet, Comédie Bastille
- 2011 : L'ours, la demande en mariage, mise en scène Sophie Parel, Théâtre de L'Essaïon
- 2012 : Bien au dessus du silence, mise en scène Violaine Arsac, Festival D'Avignon, tournée
- 2013 : Tapage en coulisses, mise en scène Didier Caron, tournée
- 2014 : Tant qu'i y aura la main des hommes, mise en scène Violaine Arsac, Festival d'Avignon
- 2015-2019 : La Peur, mise en scène Elodie Menant, Théâtre Michel, Théâtre Actuel - Avignon, tournée
- 2019 : Le Tour du monde en quatre-vingts jours, mise en scène Sébastien Azzopardi, Théâtre des Mathurins
- 2020 : Le gros diamant du prince Ludwig, mise en scène Gwen Aduh, Le Palace
- 2020-2022 : : Vive le marié, mise en scène Jeoffrey Bourdenet, Théâtre de la tête d'Or, tournée
- 2022 : Duos sur canapé, mise en scène Bernard Menez, Alhambra

### Metteur en scène
- 2014 : Les aventures de la Princesse Aurore, mise en scène Aliocha Itovich, théâtre Reine Blanche avec Aliocha Itovich
- 2017 : Poisson et Petits Pois, mise en scène Aliocha Itovich et Slimane Kacioui, Festival d'Avignon, Théâtre Funambule en 2018

### Comédie Musicale
- 2018 : Bodyguard, Le Musical, mise en scène David Eguren, Palais des Sports de Paris

## Filmographie

### Longs métrages
- 2016 : Le Fils de Jean de Philippe Lioret : Nicolas
- 2020 : Le Bonheur des uns... de Daniel Cohen : Le Maire

### Courts métrages
- 2010 : L'Attaque du monstre géant suceur de cerveaux de l'espace: James
- 2010 : Recrutemant: acteur et réalisateur

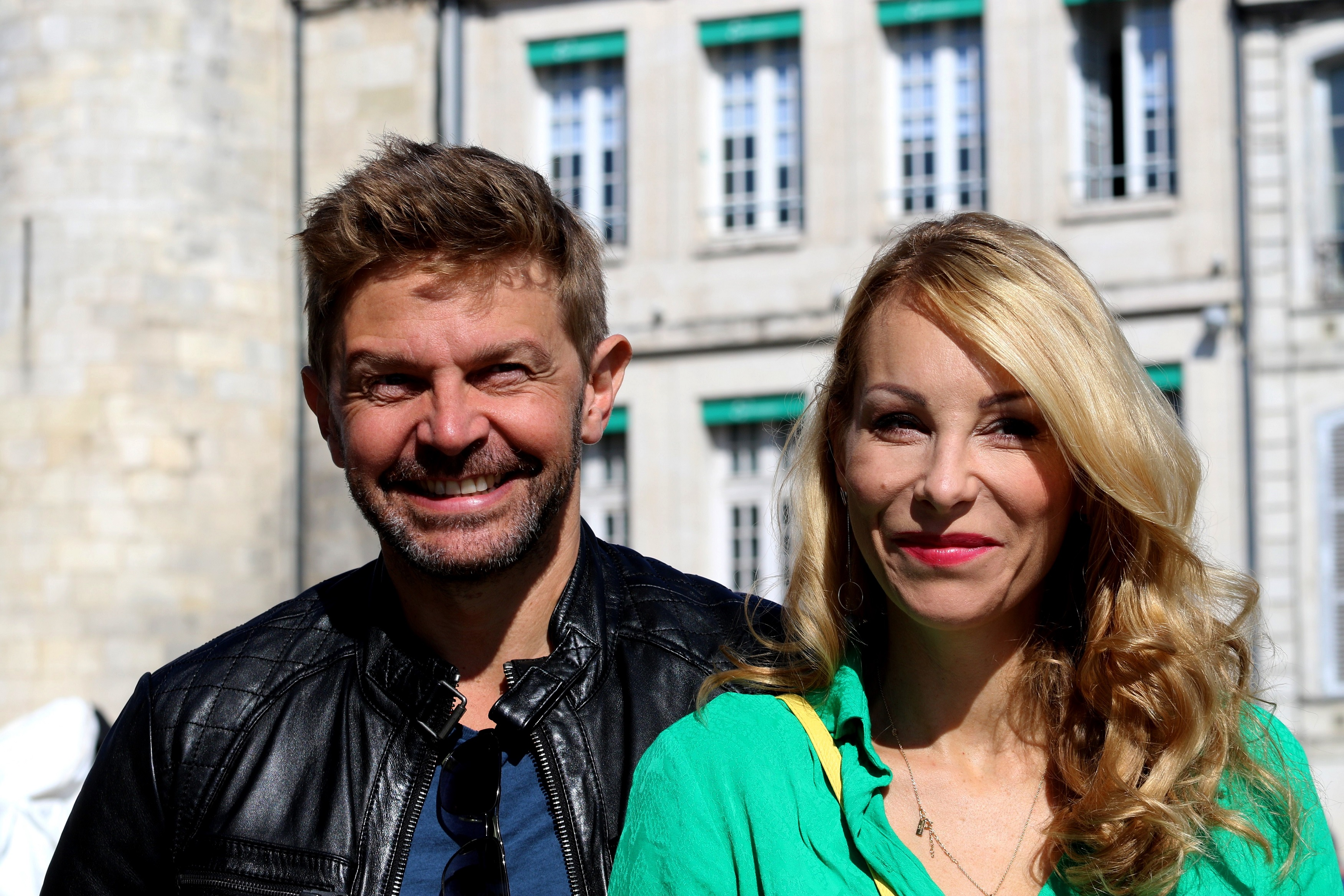
L'acteur Aliocha Itovich et son épouse l'actrice Julia Dorval en septembre 2022

- L'acteur Aliocha Itovich et son épouse l'actrice Julia Dorval en septembre 20222011 : Oh Merde : acteur et co-réalisateur (avec Julie de Bona)
- 2014 : Limbo de Olivia Gotanègre et Eléa Clair : Daniel Percier[22]
- 2015 : Tarim le Brave contre les mille et un effets : Marin Balafr[23]
- 2015 : 50 l'amour de Xavier Douin[24]
- 2016 : En proie de David Guiraud : Thomas
- 2016 : Mars IV de Guillaume Rieu : Frank
- 2022 : L'Embauche de Aliocha Itovich et Guillaume Ducreux

### Web-série
- 2022 : Cause toujours réalisée par Aliocha Itovich, Chaîne YouTube[25]

### Télévision
- 2001 : Docteur Sylvestre : Arkan Jovitch (épisode Maladie d'Amour)
- 2004 : Une femme d'honneur : Timothée (épisode Piège en eau douce)
- 2006 : Le juge est une femme : jeune laborantin (épisode Des goûts et des couleurs)
- 2008 : R.I.S. Police scientifique : Yan de Balanda (épisode Lumière morte)
- 2009 : Comprendre et pardonner (épisode La veille du mariage)
- 2011 : Le jour où tout a basculé : Marc[26]
- 2012 : Le jour où tout a basculé : Bruno
- 2013 : Dangereuses retrouvailles : Jérôme Debusschère
- 2014 : Section de recherches : Laurent Keller (épisode Extraterrestres)
- 2015 : Studio Movie (Imaginons que #1, Imaginons que #2)
- 2016 : Demain si j'y suis : Frank[27] (1 épisode)
- 2017 : Paris ETC de Zabou Breitman : le père
- 2018 : Les Disparus de Valenciennes : Florian Cuvelier
- 2018 : L'Art du crime : Marco (épisode Un homme blessé, parties 1 et 2)
- 2018 : Clem (saison 8, 1 épisode)
- 2019-2020 : Balthazar : Antoine Bach
- 2020 : Plus belle la vie : Alexandre Melmont (saison 16)
- 2020-2022 : Astrid et Raphaëlle : Angus Nielsen (saisons 1 et 3)
- 2021 : Meurtres à Blois : le légiste
- 2024 : Demain nous appartient : Tomer Variot
- 2025 : Le Crime de la tour Eiffel de Julien Seri : Sylvain Bardon